# Bathyraja irrasa
Bathyraja irrasa és una espècie de peix de la família dels raids i de l'ordre dels raïformes. Va ser descrit pels ictiòlegs francesos Jean-Claude Hureau i Cathérine Ozouf-Costaz el 1980.

## Morfologia
Els adults poden assolir 120 cm de longitud total.

## Reproducció
És ovípar i les femelles ponen càpsules d'ous, les quals presenten com unes banyes a la closca.

## Hàbitat
És un peix marí, de clima polar i demersal que viu fins als 1.218 m de fondària.

## Distribució geogràfica
Es troba a l'oceà Antàrtic: al voltant de les Illes Kerguelen.

## Observacions
És inofensiu per als humans.